# Heleophryne hewitti
Heleophryne hewitti је водоземац из реда жаба.

## Угроженост
Ова врста је крајње угрожена и у великој опасности од изумирања.

## Распрострањење
Ареал врсте је ограничен на једну државу. 
Јужноафричка Република је једино познато природно станиште врсте.

## Станиште
Станишта врсте су шуме, планине, речни екосистеми и слатководна подручја.